# 조 마사코
조 마사코(일본어: 城 雅子 じょう まさこ[*], 1978년 10월 12일 ~ )는 일본의 여성 성우. 나가사키현 나가사키시 출생. 81프로듀스 소속.